# エグランティーヌ・ランボヴィル
エグランティーヌ・ランボヴィル（フランス語: Églantine Rembauville-Nicolle）はフランス生まれの女優。19歳でテレビに初出演。主にイギリスとフランスで活動。

## 出演歴
2002
- La Vie devant nous（フランス語版）[2]

2003
- Les Monos（フランス語版）[3]
- ナルコ（フランス語版）[4]

2006
- ダ・ヴィンチ・コード 生徒役[3]。
- Scenes of a Sexual Nature（英語版） ソフィ役。

2007
- The Bill（英語版） 4つのエピソードに出演[3]。

2010
- のだめカンタービレ 最終楽章 後編 ヤドヴィ役[3]。

2011
- Jane Eyre（フランス語版） ソフィ役[3]。